# Bruk-Bet
Bruk-Bet – polski producent kostki brukowej i wyrobów betonowych dla domu, ogrodu i drogownictwa z siedzibą w Niecieczy. Do przedsiębiorstwa należą marki: Bruk-Bet, Termalica, Bruk-Bet Solar, Georyt i Intrac.

## Działalność
Firma Bruk-Bet posiada 20 zakładów produkcyjnych w Polsce, zatrudniając w nich ponad 1300 osób. Zakłady produkcyjne kostki brukowej i wyrobów betonowych Bruk-Bet są zlokalizowane w miejscowościach: Tarnów, Kielce, Krzemienica, Racibórz, Kraków, Skierniewice, Fugasówka oraz Gościcino. W Tarnowie i Będzinie zlokalizowane są zakłady produkujące beton komórkowy. W Tarnowie również produkowane są moduły fotowoltaiczne i BIPV Bruk-Bet Solar. Prefabrykaty dla infrastruktury kanalizacyjnej, drogowej i kolejowej Intrac są produkowane w 3 zakładach: Tarnowie, Skierniewicach i Bochni. W zakładzie produkcyjnym w Niecieczy produkowany jest kamień dekoracyjny Relief. Georyt prowadzi działalność wydobywczą w 4 kopalniach. Kopalnia dolomitowa Georyt – Łagów II umiejscowiona jest w Łagowie. Pozostałe kopalnie zlokalizowane są w miejscowościach: Niedomice, Łętowice-Sieciechowice, Klikowa-Tarnów.
W rankingu najcenniejszych polskich przedsiębiorstw Instytutu Europejskiego Biznesu spółka została w 2020 r. wyceniona na 1,3944 mld zł.

## Sponsoring
Firma Bruk-Bet jest tytularnym sponsorem klubu piłkarskiego Bruk-Bet Termalica Nieciecza. W 2015 roku klub pierwszy raz w 93-letniej historii awansował do ekstraklasy. Firma Bruk-Bet objęła mecenatem Publiczny Katolicki Zespół Szkół i Przedszkola im. Armii Krajowej w Niecieczy. Jest ona również sponsorem i mecenasem Amatorskiego Teatru im. Marii i Kazimierza Witkowskich w Niecieczy.

## Wyróżnienia
- Złoty Medal Honorowy za Zasługi dla Województwa Małopolskiego (2023)[11]
- Brązowy Medal Polonia Minor (2024)[12]